# Andreea Părăluță
Andreea Părăluță (Pucheni, 1994. november 27. –) román női válogatott labdarúgó. A spanyol Levante kapusa.

## Pályafutása

### Klubcsapatokban
A CSȘ Târgoviște csapatánál kezdte pályafutását, de egy év elteltével már a FCM Târgu Mureș fiataljai közt tűnt fel neve.
Az ifi csapatban mutatott képességei révén hamar a felnőttek közé került, ráadásul csapata 2010–11-es Bajnokok Ligája mérkőzésein kezdőként szerepelhetett a FCF Juvisy, a Breiðablik és a Levadia Tallinn ellen. 2015-ben egész éves kiegyensúlyozott teljesítményével köszönhetően az év játékosának választották.
Hat bajnoki ezüstérmet és egy kupagyőzelmet gyűjtött be a marosvásárhelyiekkel. Az Atlético Madrid 2016-os ajánlatát elfogadva Lola Gallardo cseréjeként két spanyol bajnoki- és egy kupagyőzelmet sikerült elérnie.
2018-ban több játéklehetőség reményében igazolt a Levantéhoz.

### A válogatottban
Első mérkőzését a nemzeti csapatban 2011. október 27-én Törökország ellen játszotta Bufteában. A fölényes román győzelemmel véget érő Európa-bajnoki selejtezőn Mirela Ganea cseréjeként lépett pályára.

## Sikerei, díjai

### Klubcsapatokban
Spanyol bajnok (2):
- Atlético Madrid (2): 2016–17, 2017–18

 Spanyol kupagyőztes (1):
- Atlético Madrid (1): 2016

 Román kupagyőztes (1):
- FCM Târgu Mureș (1): 2016[4]

### A válogatottban
Románia
- Török-kupa ezüstérmes (1): 2019[5]

### Egyéni
- Az év játékosa (1): 2015